# Musée de Suomenlinna
Le Musée de Suomenlinna (finnois : Suomenlinna-museo) est un musée situé dans le quartier de Suomenlinna à Helsinki en Finlande.

## Bâtiment
Le bâtiment C74 de Susisaari est un ancien bâtiment d'inventaire construit au milieu du XVIIIe siècle.

## Exposition
Le ticket d'entrée permet aussi de voir dans l'auditorium la présentation audiovisuelle Suomenlinna Experience qui pendant 25 minutes présente l'histoire de Suomenlinna en 8 langues dont le français.
On peut aussi y voir le sous-marin Vesikko lancé en 1933 et prototype de l'Unterseeboot type II de la Kriegsmarine.

## Galerie

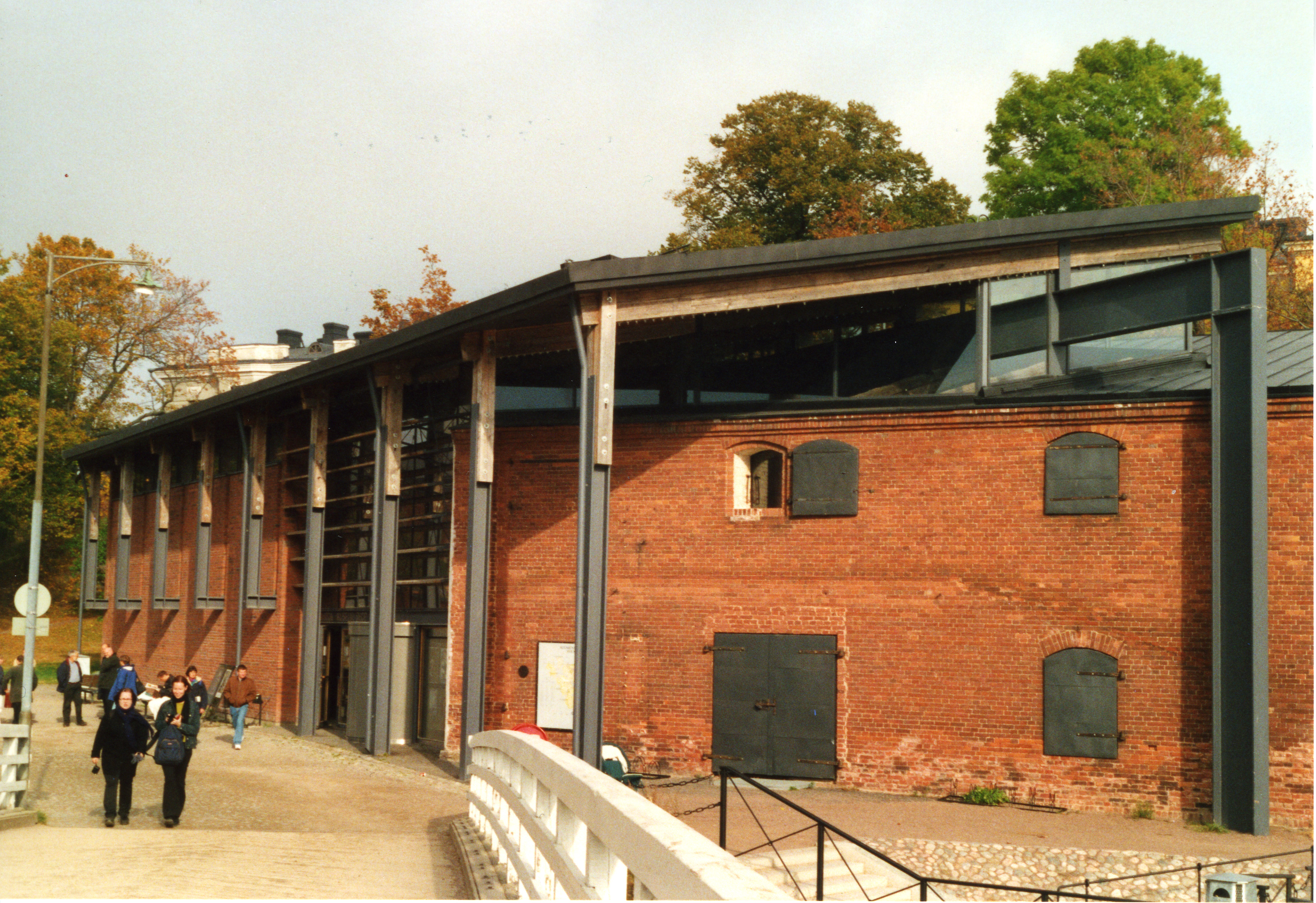
Le musée
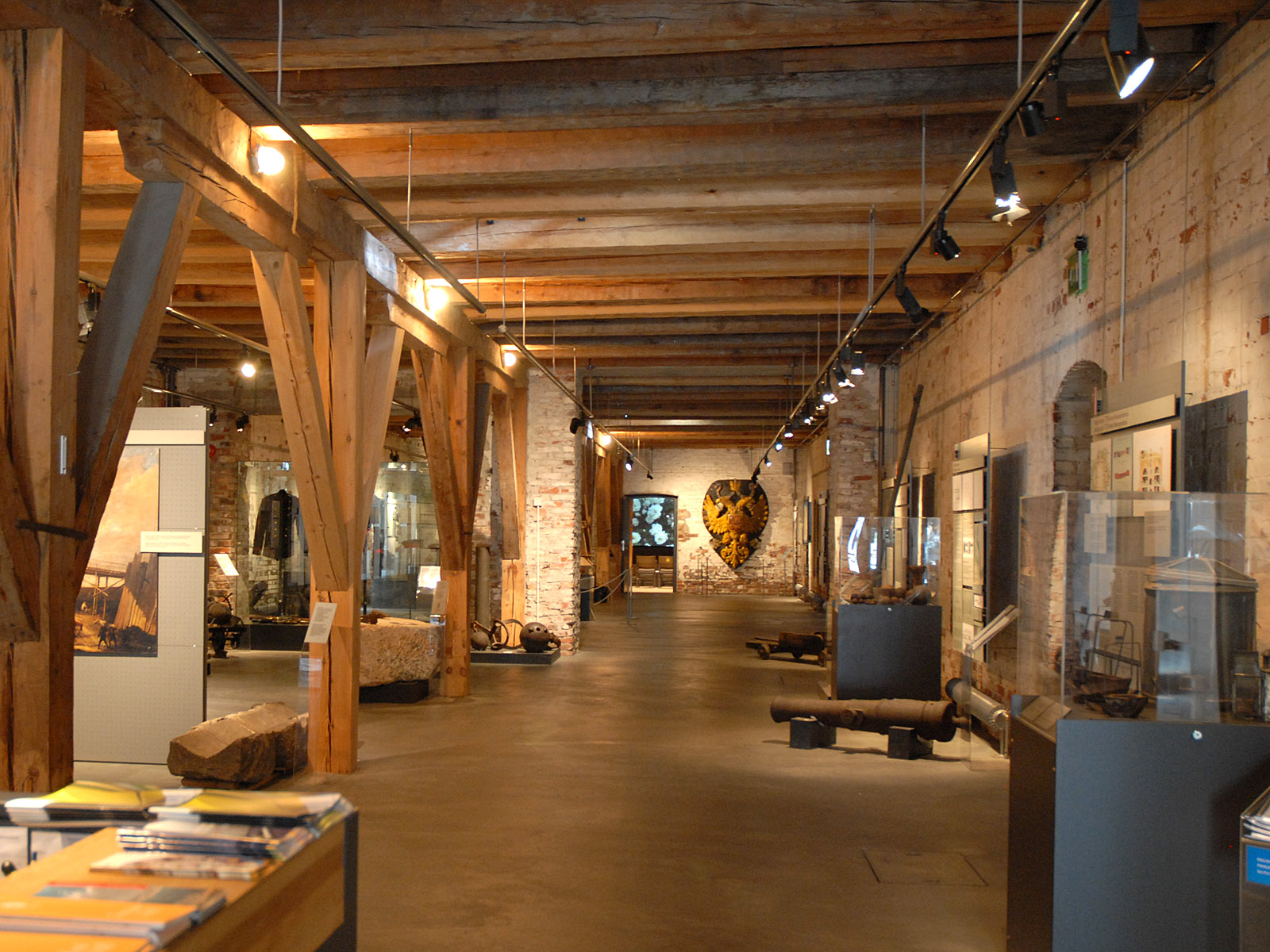
Intérieur
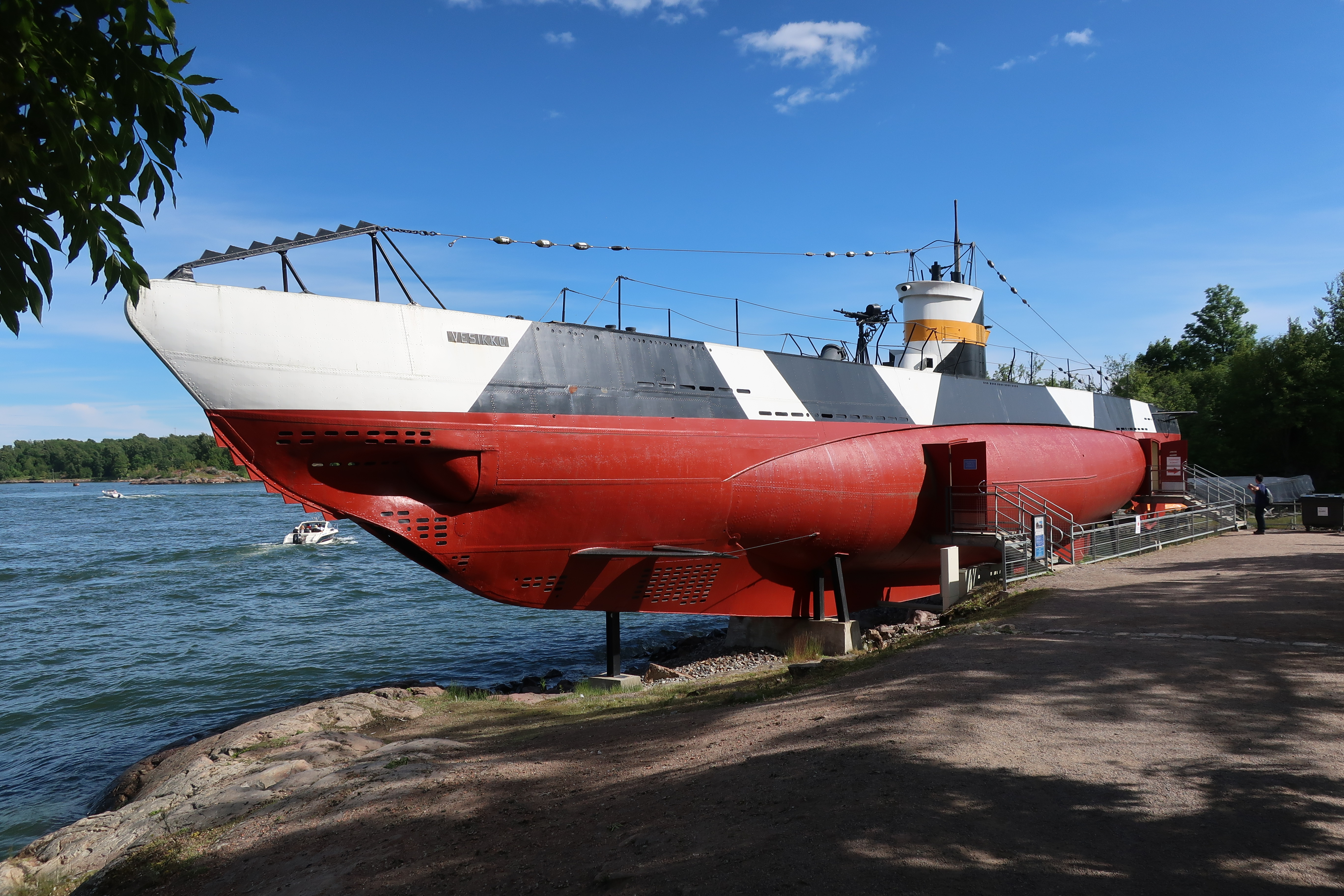
Sous-marin Vesikko